# Gelasimus dampieri
Gelasimus dampieri is een krabbensoort uit de familie van de Ocypodidae. De wetenschappelijke naam van de soort werd in 1975 gepubliceerd door Jocelyn Crane.